# Joni Söderström Winter
Joni Sara Söderström Winter, född 28 december 1984 i Ålidhems församling i Umeå, är en svensk journalist och programledare i radio och TV.
Söderström Winter har bland annat lett radioprogrammet P3 Planet och arbetat med P3 Nyheter i Sveriges Radio. Sommaren 2012 var hon en av programledarna för Sommarlov tillsammans med Malin Olsson och Kristoffer Svensson.